# 第七軍團：最後戰役
《第七軍團：最後戰役》（英語：Last Knights）是一部2015年的動作電影，由紀里谷和明執導，Michael Konyves和Dove Sussman編劇，改編自47名赤穗浪士的傳說。主演是佳夫·奧雲和摩根·費曼。本片故事集中在一群戰士身上，他們在腐敗的部長掌控中為失去他們的主人而伺機報復。
本片在片尾有紀念演員戴夫·雷傑諾，他在2014年去世。

## 演員
- 佳夫·奧雲 飾 Raiden
- 摩根·費曼 飾 Bartok
- 克利夫·柯蒂斯 飾 Lt. Cortez
- 艾賽兒·漢寧 飾 Geza Mott
- 戴夫·雷傑諾 飾 Olaf
- 阿耶萊特·祖蕾爾 飾 Naomi
- 索瑞·安達斯魯 飾 Maria
- 安聖基 飾 Auguste
- 伊原剛志（日语：伊原剛志） 飾 Ito
- 朴詩妍 飾 Hannah
- Giorgio Caputo 飾 Slim Tully
- James Babson 飾 Fat Jim
- Payman Maadi（英语：Payman Maadi） 飾 皇帝
- Noah Silver 飾 Gabriel

## 外部連結
- 互联网电影数据库（IMDb）上《Last Knights》的资料（英文）